# Baldassare Bianchi
Baldassare Bianchi (Bolonia, 1612-Módena, 1679) fue un pintor barroco italiano. 
Nacido en Bolonia fue discípulo primero de Giovanni Paderna y, a la muerte de este, de Agostino Mitelli, con quien aprendió la técnica de la quadratura. Casado con una hija de Mitelli, se asoció con Giovanni Giacomo Monti, otro alumno de Mitelli. Esta asociación continuó en Mantua, donde ambos recibieron encargos del gobierno Ducal. De las figuras de sus obras se ocupaba Giovanni Battista Caccioli, pintor de Budrio y discípulo de Domenico Maria Canuti y de Carlo Cignani. 
Con Mitelli pintó quadratura en Sassuolo. También fue empleado por los duques de Módena.  Decoró los teatros de Módena y Mantua. Murió en Módena. Su hija, Litrezia Bianchi, también fue pintora. Enrico Haffner fue uno de sus alumnos.